# Добровац
Добровац је насељено место у саставу града Липика, у западној Славонији, Република Хрватска.

## Историја
До нове територијалне организације у Хрватској, налазило се у саставу бивше велике општине Пакрац. За време рата у Хрватској у Добровцу је од стране мерчепових хрватских војника илегално ухапшен и мучен Милорад Зец, Србин по народности и брат Михајла Зеца, над чијом породицом је у Загребу извршен масакр.

## Становништво
На попису становништва 2011. године, Добровац је имао 358 становника.

## Попис 1991.
На попису становништва 1991. године, насељено место Добровац је имало 663 становника, следећег националног састава:
| Попис 1991.‍  | Попис 1991.‍  | Попис 1991.‍ | Попис 1991.‍ | Попис 1991.‍ |
| ------------ | ------------ | ----------- | ----------- | ----------- |
|              |              |             |             |             |
| Хрвати       | Хрвати       |             | 398         | 60,03%      |
| Срби         | Срби         |             | 187         | 28,20%      |
| Југословени  | Југословени  |             | 30          | 4,52%       |
| Чеси         | Чеси         |             | 8           | 1,20%       |
| Италијани    | Италијани    |             | 5           | 0,75%       |
| Муслимани    | Муслимани    |             | 2           | 0,30%       |
| Немци        | Немци        |             | 2           | 0,30%       |
| остали       | остали       |             | 2           | 0,30%       |
| неопредељени | неопредељени |             | 7           | 1,05%       |
| непознато    | непознато    |             | 22          | 3,31%       |
| укупно: 663  |              |             |             |             |